# Cynelos
Cynelos (лат.) — вымерший род амфиционид из трибы Amphicyonini, обитавших в миоцене в Северной Америке, Африке и Евразии.

## Распространение
Род возник в Европе в позднем олигоцене и около 23 миллионов лет назад мигрировал в Азию, Северную Америку и северную Африку. На американском континенте ареал Cynelos простирался до Панамы, о чём свидетельствует находка в ущелье Кулебра.

## Описание
Cynelos достигал массы 80-85 кг. Его конечности были короткими, животное являлось оппортунистическим хищником.

## Классификация
В состав рода включаются следующие виды:
- C. caroniavorus White, 1942
- C. idoneus Matthew, 1924
- C. lemanensis Pomel, 1846
- C. malasi Hunt & Stepleton, 2015
- C. stenos Hunt Jr. & Yatkola, 2020[5]
- C. jitu Morlo, 2021[6]
- C. sinapius Matthew, 1902